# Javorje (gmina Šmartno pri Litiji)
Javorje – wieś w Słowenii, w gminie Šmartno pri Litiji. W 2018 roku liczyła 76 mieszkańców.